# Zobičica
Zobičica (lat. Parvotrisetum), monotipski biljni rod jednogodišnjeg raslinja iz porodice trava. Jedina vrsta je P. myrianthum, rasprostranjena po Sredozemlju (Italija, Hrvatska, Grčka, Makedonija, Albanija, europska Turska i istočnoegejski otoci).
Vrsta je u Hrvatskoj poznata kao mnogocvjetna zobičica ili mnogocvjetna zobika.

## Morfologija i biologija
Jednogodišnja. Stabljike visoke 20 – 50 cm, pojedinačne ili po nekoliko u skupinama, uspravne, gole. Listovi do 2 mm široki, odozdo goli, odozgo puberulentni. Metlica uspravna, 5-20 cm duga, 2 – 6 cm široka. Klasići brojni, 2 – 2,5 mm dugi, bočno stisnuti, s 2 cvjetića. Razmnožava se sjemenom.

## Staništa i populacije
Dolazi na plitkim pjeskovitim i kamenitim tlima u otvorenim zeljastim zajednicama na silikatnim mjestima, ponekad kao korov u agrocenozama. Populacije fragmentirane s malim brojem jedinki.

## Distribucija u Bugarskoj
Dolina rijeke Strume (južno – brdo Pčelina, sjeverno od željezničke stanice General Todorov, okrug Petrič); 100 – 400 mnm. Jednom prikupljeno 1987. godine.

## Opća distribucija
Najjužniji i najzapadniji dio Balkanskog poluotoka i sjever Italije.

## Prijetnje
Ispaša i gaženje domaćih životinja; fragmentacija staništa; ograničena distribucija; populacije s malim brojem jedinki.

## Poduzete mjere očuvanja
Za zaštitu staništa vrste Zakon o biološkoj raznolikosti nalaže uspostavljanje zaštićenih područja u skladu s odredbama Zakona o zaštićenim područjima. Lokalitet je unutar područja europske ekološke mreže Natura 2000 u Bugarskoj.

## Potrebne mjere očuvanja
Uključivanje lokaliteta Pchelina (brdo Mali Kozhuh) unutar granica Spomenika prirode Kozhuha; detaljno proučavanje područja i broja jedinki po populaciji, biologije i ekologije vrste i ugroženosti; prikupljanje sjemena za Nacionalnu banku gena sjemena u Bugarskoj.

## Sinonimi
- Avena agrostoides Griseb.; Spic. Fl. Rumel. 2: 454 (1846)
- Avena mediolanensis Balansa & De Not.; G. Comolli, Fl. Com. 1: 147 (1836)
- Avena myriantha Bertol.; Fl. Ital. 1: 722 (1834)
- Trisetaria myriantha (Bertol.) D.Heller; Consp. Fl. Orient. 6: 93 (1991)
- Trisetum agrostoides (Griseb.) Steud.; Syn. Pl. Glumac. 1: 226 (1854)
- Trisetum myrianthum (Bertol.) C.A.Mey.; Index Seminum (LE) 9: 95 (1843)